# Cantón Central de Cartago
Cantón Central de Cartago är en kanton i Costa Rica.   Den ligger i provinsen Cartago, i den centrala delen av landet, 20 km öster om huvudstaden San José.